# Tim Sheens

a Compétitions nationales et continentales officielles uniquement.

Tim Sheens, né le 30 octobre 1950 à Sydney, est un ancien joueur de rugby à XIII australien évoluant au poste de pilier dans les années 1970 et 1980, il entame ensuite une reconversion dans le poste de sélectionneur. Il a effectué toute sa carrière professionnelle aux Penrith Panthers entre 1970 et 1982. Devenu entraîneur, il a pris en main dans les années 1980, 1990 et 2000 les clubs australiens des Penrith Panthers, Canberra Raiders et North Queensland Cowboys ainsi que les sélections de City, New South Wales Blues et enfin à partir de 2009 la sélection australienne. Il également depuis 2003 l'entraîneur des Wests Tigers.

## Palmarès d'entraîneur
- Collectif :
  - Vainqueur de la Coupe du monde : 2013 (Australie).
  - Vainqueur de la National Rugby League : 2005 (Tigers de Wests).
  - Vainqueur du Championnat de Nouvelle-Galles du Sud : 1988, 1989 et 1994 (Raiders de Canberra).
  - Vainqueur du City vs Country Origin : 2007 (City)
  - Finaliste du Championnat de Nouvelle-Galles du Sud : 1991 (Raiders de Canberra)

- Individuel :
  - Nommé meilleur entraîneur de National Rugby League : 1984 (Penrith), 1990 (Canberra) et 2005 (Wests Tigers).